# ŽOK Vizura
ŽOK Vizura (serbiska ЖОК Визура) är en volleybollklubb (damer) i Belgrad, Serbien. Klubben har vunnit serbiska mästerskapet fyra gånger och serbiska cupen två gånger. Klubben grundades i början av 2003. Den slogs 2004 samman klubben Mladost och fick därmed en plats i serie B. Den gick upp i Superliga (högsta serien) 2008-2009. Klubben gick samman med ŽOK Partizan inför säsongen 2013-2014, men återuppstod därefter som egen klubb. I juni 2020 drog sig klubben ur Superliga (högsta serien) för att fokusera på ungdomsverksamheten.